# Gries (Graz)
Gries es el quinto distrito de la ciudad austriaca de Graz

## Situación
Gries es el nombre del quinto distrito de la ciudad de Graz. Forma parte de los distritos centrales y cuenta con una población de 26.690 habitantes en una zona de 5,05 km². Gries limita al norte con el distrito de Lend, al este con los distritos de InnereStadt y Jakomini, al sur con los distritos de Liebenau y Puntigam y al oeste con los distritos de Eggenberg, Wetzelsdorfy Straßgang. 
En el distrito de Gries se encuentra una gran variedad de edificios, por ejemplo la clínica Albert-Schweitzer, el cementerio, el centro penitenciario de Graz-Karlau, varias iglesias y también la antigua sinagoga de Graz que fue recientemente reconstruida. Asimismo, en Gries se encuentran numerosos puntos de interés como cines, teatros y lugares de ocio.

## Historia
El nombre Gries proviene del antiguo alto alemán y hace referencia a la arena y los cantos que se acumulan en las orillas del río Mur. Dicho río tuvo y sigue teniendo un gran significado para el distrito. Los primeros asentamientos de Gries surgieron durante la Edad Media. En aquel entonces servían como lugar de tránsito para las personas que viajaban entre las ciudades de Viena, Trieste y Liubliana. Al igual que Lend, el cuarto distrito de Graz, Gries pertenecía en aquella época a las zonas de la ciudad que se encontraban localizadas fuera de la muralla. Estos asentamientos estaban poco protegidos y corrían siempre el peligro de ser inundados por el río, lo cual hizo que el lugar fuera durante largo tiempo residencia de balseros, artesanos y comerciantes. Estas personas pagaban un bajo precio por sus viviendas. El enorme tránsito que circulaba por esta zona de Graz también fomentó la construcción de muchos albergues y burdeles. Sin embargo, hasta el siglo XVII no se utilizaron materiales más duraderos para la construcción de viviendas en esta zona. 
El río Mur tuvo también una significativa influencia en el desarrollo del distrito. El muelle era un atracadero fundamental para la región y el río un lugar de trabajo para muchos pescadores y lavanderas. No obstante, la llegada del ferrocarril hizo que la navegación perdiera importancia. 
A pesar de que el distrito de Gries sigue teniendo la falsa reputación de ser una zona roja, en realidad es un lugar que tiene mucho que ofrecer y que en los últimos años ha vivido un gran renacimento. 

## Transporte
El distrito de Gries está muy bien comunicado. Las principales líneas de autobús y de tranvía de la ciudad discurren a través de este distrito. En Griesplatz, la plaza central del distrito, confluyen las líneas de autobús 31, 32, 33, 39, 40 y 67 de la ciudad de Graz, líneas regionales de autobuses y también una línea de autobús que une la ciudad con el aeropuerto de Graz. 
La estación central, que se encuentra en el distrito de Lend, está muy cerca de la zona norte de Gries. Desde esta estación salen trenes regionales, de media y de larga distancia. Hay 32 trenes que conectan diariamente la ciudad de Graz con Viena en 2 horas y 22 minutos. Los trenes que conectan con Viena salen aproximadamente cada hora. Desde la estación central también salen con frecuencia autobuses y tranvías que conectan la estación con el centro de la ciudad y con otros distritos. En la estación también hay una parada de taxis.

## Composición étnica y religiosa de la población
| Sexo    | N° de personas empadronadas | Porcentaje |
| ------- | --------------------------- | ---------- |
| mujeres | 12.901                      | 48,3%      |
| hombres | 13.789                      | 51,7%      |
| total   | 26.690                      | 100%       |

El quinto distrito de Graz es una mezcla de culturas, etnias y religiones. En total viven en Gries 17.989 personas con nacionalidad austriaca y 8.701 personas con nacionalidad extranjera.
| Edad  | N° de personas empadronadas | Porcentaje |
| ----- | --------------------------- | ---------- |
| <20   | 4.938                       | 18,5%      |
| 20-59 | 16.974                      | 63.6%      |
| >=60  | 4.778                       | 17,9%      |
| total | 26.690                      | 100%       |

### Procedencia de la población del distrito de Gries
| Procedencia                           | N° de personas empadronadas | Porcentaje |
| ------------------------------------- | --------------------------- | ---------- |
| Austria                               | 17.989                      | 67,40%     |
| Estados europeos no miembros de la UE | 3.081                       | 11,54%     |
| Estados europeos miembros de la UE    | 2.511                       | 9,41%      |
| Asia                                  | 1.899                       | 7,12%      |
| África                                | 648                         | 2,43%      |
| Federación Rusa                       | 298                         | 1,12%      |
| América                               | 183                         | 0,69%      |
| Apátridas                             | 75                          | 0,28%      |
| Australia y Oceanía                   | 6                           | 0,02%      |
| total                                 | 26.690                      | 100%       |

### Ranking por países de la población extranjera en Gries
|     | País               | N° de personas empadronadas | Porcentaje |
| --- | ------------------ | --------------------------- | ---------- |
| 1.  | Turquía            | 1.378                       | 5,16%      |
| 2.  | Bosnia-Herzegovina | 1.175                       | 4,40%      |
| 3.  | Rumanía            | 848                         | 3,18%      |
| 4.  | Croacia            | 834                         | 3,12%      |
| 5.  | Alemania           | 438                         | 1,64%      |
| 6.  | Hungría            | 379                         | 1,42%      |
| 7.  | Serbia             | 301                         | 1,13%      |
| 8.  | Federación Rusa    | 298                         | 1,12%      |
| 9.  | Nigeria            | 255                         | 0,96%      |
| 10. | Kosovo             | 245                         | 0,92%      |

### Heterogeneidad religiosa
Gries es también un punto de encuentro de diferentes religiones. En este distrito se encuentran innumerables iglesias católicas, la sede de la Iglesia Católica Antigua y la sinagoga de la comunidad religiosa israelita. Además, los musulmanes bosnios empezaron a construir un centro de oración en una de las calles del distrito. La conclusión del edificio está prevista para el año 2013.

#### La sinagoga de Graz
La sinagoga de Graz se encuentra en la orilla derecha del río Mur y atiende a la comunidad religiosa israelita de Estiria y otras zonas adyacentes.
La sinagoga original fue construida en el año 1892 y perteneció a la comunidad judía de Graz que en aquel entonces contaba con 2.500 miembros. Pero en la Noche de los Cristales Rotos, en el año 1938, durante la noche del 9 al 10 de noviembre, los responsables nazis destruyeron la sinagoga y deportaron a todos los judíos de Graz a Viena para hacer de Graz la primera ciudad sin judíos de la Ostmark (nombre de Austria durante su anexión forzada a la Alemania nazi).
La nueva sinagoga inaugurada el 9 de noviembre de 2000 tiene la misma planta que la antigua, pero es más pequeña, dado que la comunidad judía en Graz ahora solo tiene aproximadamente 100 miembros.El edificio fue declarado monumento nacional y se encuentra en la plaza David-Herzog.

## Instituciones sociales
Debido al alto porcentaje de extranjeros en el distrito de Gries hay diversas instituciones que se dedican a la integración de inmigrantes, al asesoramiento de las víctimas de la violencia de género así como al apoyo de parados de larga duración y personas con un bajo nivel educativo.
De estas instituciones forman parte, entre otras, ISOP, GewaltschutzzentrumSteiermark, Alpha Nova y Männerasyl.

### ISOP
ISOP es una organización sin ánimo de lucro, intercultural y políticamente independiente que fue fundada en 1987. Intenta conseguir la igualdad de oportunidades en la sociedad y en el mercado laboral a través de proyectos sociales, educativos y culturales. La institución también se esfuerza por promover los derechos humanos y lucha contra la discriminación en la política de inmigración y de asilo. Se dedica a los ámbitos del trabajo, de la formación, de la juventud y de la cultura. ISOP apoya sobre todo a inmigrantes, refugiados, parados de larga duración y gente con falta de formación mediante actividades de asesoramiento, programas de formación y otros proyectos.
Un punto de encuentro interesante es el local plauderBar. En este lugar se reúnen empleados de ISOP, participantes en los proyectos o en los cursos e invitados a eventos. En el menú se ofrecen platos de diferentes países y el bar sirve también para la celebración de eventos diversos o exposiciones.

### Gewaltschutzzentrum Steiermark
Gewaltschutzzentrum Steiermark es una organización dedicada a la ayuda gratuita a las mujeres víctimas de la violencia doméstica y a sus hijos. Les ofrece asesoramiento psicológico y jurídico y les apoya durante el proceso judicial. Para desempeñar esta tarea cuenta con los servicios de asistentes sociales, abogados, psicoterapeutas e intérpretes. Además este centro organiza cursos y conferencias para sensibilizar a las personas que trabajan en la policía, en los tribunales, hospitales, escuelas y guarderías infantiles frente al problema de la violencia doméstica.

### Alpha Nova
Alpha Nova es una empresa de servicios sociales que ayuda a discapacitados, a personas con problemas psíquicos o a los que necesitan ayuda en situaciones difíciles. Es una organización sin ánimo de lucro que persigue propósitos de utilidad pública. La empresa cuenta con los siguientes departamentos:
- Empleo
- Vivienda y ocio
- Familia, asesoramiento, formación
- Finanzas y organización. Se ofrece por ejemplo asistencia, asesoramiento o subvenciones así como cursos de formación continuada en las regiones de Graz, Graz-Umgebung, Deutschlandsberg, Leibnitz y otros distritos de Estiria.

### Männerasyl
Männerasyl es una residencia para hombres sin hogar, con ciudadanía austriaca, mayores de 18 años. Este centro de acogida tiene como objetivo tanto la recuperación como el fomento de la autosuficiencia de los residentes, facilitándoles una pronta reinserción como ciudadanos independientes.
Se ofrece:
- Asesoramiento en asuntos personales, financieros y legales
- Ayuda en la búsqueda de empleo y vivienda
- Atención psicológica y asesoramiento
- Diagnóstico médico y psicológico
- Asesoramiento sanitario
- Servicios de acompañamiento a instituciones y ayuda (en asuntos administrativos,etc.)
- Servicio de visitas
- Actividades de ocio (café, espectáculos, diversas actividades en grupo, excursiones, etc.)
- Terapia ocupacional

## Sanidad
La ciudad de Graz cuenta con 17 centros sanitarios incluyendo entre ellos hospitales, clínicas y residencias para la tercera edad. El barrio de Gries, en concreto, agrupa tres de estos centros: la Clínica Albert Schweitzer, también llamada Centro geriátrico de la ciudad de Graz; el Convento de la Orden Hospitalaria de San Juan de Dios, catalogado como hospital de urgencias con servicio religioso; y el Hospital Elisabethinen, el cual dispone de ambulancias, 194 camas, servicio religioso y departamentos de cirugía, cuidados intensivos, otorrinolaringología, medicina general, paliativa y terapia contra el dolor.
Además, dentro del centro penitenciario Graz-Karlau, también situado en este barrio, se halla un centro sanitario para los presos.

## Educación
El distrito de Gries dispone de 10 guarderías, 4 escuelas de educación primaria, 3 escuelas de educación secundaria y 4 institutos. 
Escuela de educación primaria - Volksschule Graz St.Andrä
Gries se caracteriza por el compromiso social con la integración de extranjeros, lo que se refleja también en el plan de estudios de la escuela primaria Volksschule Graz St. Andrä, en la cual el número de niños extranjeros alcanza un 98%. Mediante clases de integración social y de lengua alemana dirigidas a niños inmigrantes se logra sensibilizar a los alumnos en cuanto a la diversidad cultural. Entre otros destacan proyectos interdisciplinarios y actividades escolares contra la discriminación.
Escuela de educación secundaria – NeueMittelschule St.Andrä
Al igual que en la Volksschule Graz St.Andrä, el número de niños cuya lengua materna no es el alemán, es muy alto, sobrepasando el 50%. La escuela acoge a alumnos de 26 países con 17 lenguas maternas diferentes, lo que se refleja en el plan de estudios del centro. La escuela NeueMittelschule St.Andrä se diferencia de otras escuelas de Graz por su énfasis en proyectos de integración social y por su oferta de clases de alemán dirigidas a jóvenes inmigrantes. También ofrece cursos de lengua materna en 17 lenguas, dirigidos tanto a sus propios alumnos como a alumnos de otras escuelas. Mientras que la asistencia es voluntaria en 16 de las lenguas, la enseñanza del turco como lengua materna ya está incluida en el plan de estudios de la escuela NeueMittelschule St.Andrä.

## Oferta de ocio
El distrito de Gries ofrece una amplia variedad de actividades de ocio.

### Parques
En el pasado, Gries tenía fama de ser el “barrio menos verde” de Graz. Durante los últimos años se han realizado algunas iniciativas para mejorar la calidad de los parques del distrito y cambiar esta mala reputación. Actualmente hay dos parques y un polideportivo en Gries.
- El polideportivo del barrio está situado al sur de la iglesia de St.Lukas y tiene una superficie de 4000 m². Dispone de un campo de fútbol, dos pistas de tenis, dos mesas de ping-pong y una pista de ciclismo.
- El parque Josef-Huber-Park es conocido por el muro que lo rodea, en el cual los artistas urbanos pueden pintar sus grafitis de forma legal. También hay un parque infantil y mesas de ping-pong.
- En 1997, gracias a la ayuda de un programa de la Unión Europea y a la participación de los vecinos del barrio, se construyó el parque Oeverseepark. Está situado al este de la calle Oeverseegasse y es uno de los parques más nuevos de Graz. Es un parque para gente de todas las edades: hay un parque infantil, se organizan actividades para jóvenes, una zona de descanso para adultos, una zona acotada para perros y un espacio para organizar eventos. El parque está conectado con la red de carriles bici.

### Cines
En la calle Annenstraße, justo en el límite entre los barrios Gries y Lend, se encuentra el cine UCI KinoweltAnnenhof. Con ocho salas y más de 2000 asientos, es el cine más grande en el centro de la ciudad. Cada día se proyectan una gran variedad de películas de diferentes géneros. En este cine, además, tienen lugar eventos especiales como retransmisiones en vivo de obras de teatro y ópera, presentaciones de películas para escuelas y fiestas de cumpleaños para niños.

### Teatros
En el distrito de Gries se han establecido varios teatros, algunos más grandes y más conocidos que otros, como TheaterimBahnhof, THEATERmeRZ, Drama Graz, TheaterLechthaler-Belic y MezzaninTheater.
- TheaterimBahnhof,fundado en 1996,es el grupo de teatro independiente más grande de Austria. El conjunto se especializa en obras contemporáneas, muchas escritas por los actores, y usa lugares inusuales para sus representaciones.
- La asociación de teatro THEATERmeRZ, que fue fundada en el año 1989, organiza lecturas y representaciones de diversas obrasen su teatro y colabora con otros teatros en Austria y en el extranjero.
- Drama Graz fue fundado en el año 1987 con el nombre ForumStadtparkTheater, pero en el año 2004 el teatro se trasladó a Gries y fue rebautizado con el nombre actual. Las obras de teatro que se representan están enfocadas a obras contemporáneas de autores de Austria o Alemania.
- Lechthaler-Belic, fundado en el año 2000, es uno de los teatros más pequeños de Graz; solo tiene 80 asientos. El grupo está formado por personas que hacen todo el trabajo que implica la producción de una representación de teatro. El estilo de sus representaciones es muy reducido y purista.Representa obras de varios escritores y géneros unas 120 veces al año.
- MezzaninTheater,fundado en 1989,se centra en obras de teatro para niños y jóvenes, pero también se representan obras para adultos. Muchas de las producciones son proyectos pedagógicoso integradores.También realiza proyectos en el extranjero y está colaborando con actores con discapacidad.

Piscinas
BadzurSonne es una piscina situada enfrente de la biblioteca municipal de Graz. Consta de una piscina de 25 metros, un área infantil con pequeñas piscinas para niños, una piscina para no nadadores, instalaciones de fitness, un café y una zona de spa en la que se puede disfrutar de una sauna, un baño de vapor y un solárium. 
La piscina, construida en 1874, fue reformada y ampliada, pero finalmente se cerró a causa de su estado ruinoso. En 2001, tras la realización de una campaña a favor de su reapertura, se abrió de nuevo. La unión de elementos antiguos y nuevos en esta piscina crea un ambiente muy especial.

### Centros comerciales
Citypark, construido en 1971, es el centro comercial más antiguo de Graz. En este centro de una superficie de 40.000 m² hay más de un centenar de tiendas, numerosos restaurantes y bares. Dispone de más de 2.000 aparcamientos gratuitos. También se organizan muchos actos y eventos.

### Vida nocturna
En Gries hay dos lugares principales para grandes eventos, uno es Postgarage, en el parque Rösselmühlpark cerca de la plaza Griesplatz, y otro es Loft en la calle Griesgasse.  
- En Postgarage tienen lugar eventos como conciertos de música actual o fiestas temáticas como por ejemplo “Lo peor de los noventa”, donde se pone solo música de aquella época.
- En Loft, además de organizarse conciertos, se puede alquilar este lugar para fiestas privadas.

Lo interesante sobre la vida nocturna en Gries es que en este barrio hay una gran mezcla de diferentes culturas, y por eso hay muchos bares y restaurantes turcos, bosnios o croatas. Pero también hay restaurantes japoneses, tailandeses y chinos. A quién le guste experimentar, también pueden visitar el local de alterne FrühbarBeate que no abre sus puertas hasta la medianoche o el Café Gries donde se puede encontrar gente de todo tipo. 

### City Adventure Center
El albergue juvenil JUFA en la calle Idlhofgasse dispone de un centro de escalada, el City Adventure Center. Con más de 1700 m² de superficie escalable tanto en el interior como al aire libre es el mayor centro de escalada en Austria. A parte de más de 250 rutas y varios circuitos de boulder, ofrece un circuito de aventura, el SkyWalk, a 12 metros de altura. 